# 20 قدم من النجومية
20 قدم من النجومية (بالإنجليزية: 20 Feet from Stardom) فيلم وثائقي أمريكي من إنتاج عام 2013، من إخراج مورغان نيفيل، وإنتاج جيل فريسين.
فاز الفيلم بجائزة الأوسكار لأفضل فيلم وثائقي في حفل توزيع جوائز الأوسكار السادس والثمانون

## القصة
قصص خفية في عالم الموسيقى متعلقة بأصوات خلف الأضواء لم يعلم عنها أحد حيث كانوا يغنون خلف العديد من أساطين الغناء. وبرغم من أن موهبتهم ساهمت بشكل كبير في إنجاح أساطين الغناء لكنها لم تضف لهم شيئًا لدي الجمهور حيث لا يعرف عنهم أحد. يكشف الفيلم لقطات أرشيفية حقيقية تم التقاطها لهؤلاء المغنين بخلاف مقابلات شخصية مع بروس سبرينجستين وستيف وندر ومايك جاجير وستينج. ولكن كل هؤلاء النجوم يجلسون في هذا الفيلم على كرسي الاحتياط من أجل إفساح المجال للمواهب والأصوات المجهولة.

## طاقم العمل
- دارلين لاف
- جوديث هيل
- ميري كلايتون
- ليزا فيشر
- تاتا فيغا
- جو لوري
- ستيفي ألكسندر
- لو أدلر
- باتي أوستن
- كريس بوتي
- شيريل كرو
- ميك جاغر
- جلوريا جونز
- ديفيد لاسلي
- كلوديا لينير
- لين مابري
- بيت ميدلر
- جانيس بيندارفيس
- بروس سبرينغستين
- ستينغ
- ذا ووترز
- ستيفي وندر
- سوساي غرين

لقطات أرشيفية
- ري تشارلز
- مايكل جاكسون
- لوثر فندروس

## الصدور
في 17 يناير 2013 عرض الفيلم لأول مرة في مهرجان صاندانس السينمائي لعام 2013، وفي المهرجان حصلت شركة وينشتاين كوباني على حقوق توزيع الفيلم وصدر بالولايات المتحدة في 14 يونيو 2013، كما حصل إيلي درافير / وايلد بانش على حقوق توزيع الفيلم خارج الولايات المتحدة.
عرض الفيلم بعدة مهرجانات منها مهرجان ساوث باي ساوث ويست، مهرجان ترو فولس، مهرجان فول فريم للأفلام الوثائقية، مهرجان هاواي السينمائي الدولي، مهرجان فيلادلفيا الموسيقي، مهرجان ريفر رن السينمائي الدولي، مهرجان سان فرانسيسكو السينمائي الدولي، مهرجان سياتل السينمائي الدولي، مهرجان مونتكلير السينمائي، ومهرجانات أخرى.

## الاستقبال
حصل الفيلم على مراجعاتٍ إيجابية عالمية، ففي موقع الطماطم الفاسدة حصل الفيلم على نسبة 99% مراجعات إيجابية ومتوسط تقييم 10/8.1 بناءً على 92 مراجعة، كما حصل على تقييم 100/83 على ميتاكريتيك بناءً على 24 مراجعة.
حقق الفيلم نجاحا في شباك التذاكر، محققا 4,834,823 دولار في شباك التذاكر المحلية و385,664 دولار دوليا ليصبح المجموع في جميع أنحاء العالم 5,220,487 دولار.

## وصلات خارجية
- 20 قدم من النجومية على موقع IMDb (الإنجليزية)
- 20 قدم من النجومية على موقع ميتاكريتيك (الإنجليزية)
- 20 قدم من النجومية على موقع روتن توميتوز (الإنجليزية)
- 20 قدم من النجومية على موقع نتفليكس (الإنجليزية)
- 20 قدم من النجومية على موقع قاعدة بيانات الأفلام العربية
- 20 قدم من النجومية على موقع ألو سيني (الفرنسية)
- 20 قدم من النجومية على موقع بوكس أوفيس موجو (الإنجليزية)
- 20 قدم من النجومية على موقع قاعدة بيانات الفيلم (الإنجليزية)
- 20 قدم من النجومية على موقع ليتربوكسد (الإنجليزية)
- 20 قدم من النجومية على موقع كينوبويسك (الروسية)
- الموقع الرسمي